# Ula (Ula) elegans
Ula (Ula) elegans is een tweevleugelige uit de familie Pediciidae. De soort komt voor in het Nearctisch gebied.